# Чоловіча збірна СРСР з волейболу
Збірна СРСР з волейболу — чоловіча волейбольна збірна, яка представляла СРСР на міжнародних змаганнях з волейболу. Існувала з 1948 року по грудень 1991 року.

## Історія
Федерація волейболу СРСР приєдналася до ФІВБ у 1948 році, а наступного року збірна СРСР здобула перемогу на першому чемпіонаті світу. Радянська команда регулярно займала призові місця на міжнародних змаганнях, таких як Олімпійські ігри, Чемпіонат світу, Чемпіонат Європи та Кубок світу.

## Статитика виступів

### Олімпійські ігри
| Олімпійські ігри | Олімпійські ігри | Олімпійські ігри | Олімпійські ігри | Олімпійські ігри | Олімпійські ігри | Олімпійські ігри | Олімпійські ігри |        |
| Рік              | Раунд            | Медаль           | І                | В                | П                | СВ               | СП               |        |
| ---------------- | ---------------- | ---------------- | ---------------- | ---------------- | ---------------- | ---------------- | ---------------- | ------ |
| 1964             | Фінал            | Золото           | 9                | 8                | 1                | 25               | 5                |        |
| 1968             | Фінал            | Золото           | 9                | 8                | 1                | 26               | 8                |        |
| 1972             | Півфінал         | Бронза           | 7                | 6                | 1                | 19               | 6                |        |
| 1976             | Фінал            | Срібло           | 5                | 4                | 1                | 14               | 3                |        |
| 1980             | Фінал            | Золото           | 6                | 6                | 0                | 18               | 2                |        |
| 1984             | Бойкот           | Бойкот           | Бойкот           | Бойкот           | Бойкот           | Бойкот           | Бойкот           | Бойкот |
| 1988             | Фінал            | Срібло           | 7                | 5                | 2                | 18               | 7                |        |
| Разом            | 3 титули         | 6/7              |                  |                  |                  |                  |                  |        |

### Чемпіонати світу
| Чемпіонати світу | Чемпіонати світу | Чемпіонати світу | Чемпіонати світу | Чемпіонати світу | Чемпіонати світу | Чемпіонати світу | Чемпіонати світу | Чемпіонати світу |
| Рік              | Раунд            | Позиція          | І                | В                | П                | СВ               | СП               |                  |
| ---------------- | ---------------- | ---------------- | ---------------- | ---------------- | ---------------- | ---------------- | ---------------- | ---------------- |
| 1949             | Фінальна група   | Чемпіон          | 8                | 8                | 0                | 24               | 2                |                  |
| 1952             | Фінальна група   | Чемпіон          | 8                | 8                | 0                | 24               | 0                |                  |
| 1956             | Фінальна група   | 3-є місце        | 11               | 9                | 2                | 30               | 10               |                  |
| 1960             | Фінальна група   | Чемпіон          | 10               | 10               | 0                | 24               | 5                |                  |
| 1962             | Фінальна група   | Чемпіон          | 11               | 11               | 0                | 33               | 6                |                  |
| 1966             | Фінальна група   | 3-є місце        | 11               | 7                | 4                | 29               | 15               |                  |
| 1970             | Фінальна група   | 6-е місце        | 11               | 6                | 5                | 22               | 16               |                  |
| 1974             | Фінальна група   | 2-е місце        | 11               | 8                | 3                | 27               | 10               |                  |
| 1978             | Фінал            | Чемпіон          | 9                | 9                | 0                | 27               | 3                |                  |
| 1982             | Фінал            | Чемпіон          | 9                | 9                | 0                | 27               | 2                |                  |
| 1986             | Фінал            | 2-е місце        | 8                | 7                | 1                | 22               | 5                |                  |
| 1990             | Півфінал         | 3-є місце        | 7                | 5                | 2                | 18               | 6                |                  |
| Разом            | 6 титулів        | 12/12            |                  |                  |                  |                  |                  |                  |

### Кубок світу
| Кубок світу | Кубок світу    | Кубок світу | Кубок світу | Кубок світу | Кубок світу | Кубок світу | Кубок світу | Кубок світу |
| Рік         | Раунд          | Позиція     | І           | В           | П           | СВ          | СП          |             |
| ----------- | -------------- | ----------- | ----------- | ----------- | ----------- | ----------- | ----------- | ----------- |
| 1965        |                | Чемпіон     | 7           | 6           | 1           | 20          | 7           |             |
| 1969        |                | 3-є місце   | 6           | 4           | 2           | 13          | 8           |             |
| 1977        |                | Чемпіон     | 8           | 7           | 1           | 23          | 5           |             |
| 1981        | Груповий раунд | Чемпіон     | 7           | 7           | 0           | 21          | 2           |             |
| 1985        | Груповий раунд | 2-е місце   | 7           | 5           | 2           | 18          | 8           |             |
| 1989        | Груповий раунд | 3-є місце   | 7           | 5           | 2           | 16          | 11          |             |
| 1991        | Груповий раунд | Чемпіон     | 8           | 7           | 1           | 22          | 4           |             |
| Разом       | 4 титули       | 7/7         |             |             |             |             |             |             |

### Світова ліга
| Світова ліга | Світова ліга | Світова ліга | Світова ліга | Світова ліга | Світова ліга | Світова ліга | Світова ліга | Світова ліга |
| Рік          | Раунд        | Позиція      | І            | В            | П            | СВ           | СП           |              |
| ------------ | ------------ | ------------ | ------------ | ------------ | ------------ | ------------ | ------------ | ------------ |
| 1990         | Півфінал     | 4-е місце    | 14           | 8            | 6            | 29           | 21           |              |
| 1991         | Півфінал     | 3-є місце    | 18           | 12           | 6            | 46           | 28           |              |
| Разом        | 0 титулів    | 2/2          | 32           | 20           | 12           | 75           | 49           |              |

### Чемпіонати Європи
| Чемпіонати Європи | Чемпіонати Європи | Чемпіонати Європи | Чемпіонати Європи | Чемпіонати Європи | Чемпіонати Європи | Чемпіонати Європи | Чемпіонати Європи | Чемпіонати Європи |
| Рік               | Раунд             | Позиція           | І                 | В                 | П                 | СВ                | СП                |                   |
| ----------------- | ----------------- | ----------------- | ----------------- | ----------------- | ----------------- | ----------------- | ----------------- | ----------------- |
| 1948              | Не виступали      | Не виступали      | Не виступали      | Не виступали      | Не виступали      | Не виступали      | Не виступали      | Не виступали      |
| 1950              | Груповий раунд    | Чемпіон           | 5                 | 5                 | 0                 | 15                | 0                 |                   |
| 1951              | Фінальна група    | Чемпіон           | 7                 | 7                 | 0                 | 21                | 0                 |                   |
| 1955              | Фінальна група    | 4-е місце         | 10                | 7                 | 3                 | 25                | 12                |                   |
| 1958              | Фінальна група    | 3-є місце         | 11                | 8                 | 3                 | 29                | 13                |                   |
| 1963              | Фінальна група    | 3-є місце         | 9                 | 6                 | 3                 | 24                | 16                |                   |
| 1967              | Фінальна група    | Чемпіон           | 10                | 10                | 0                 | 30                | 6                 |                   |
| 1971              | Фінальна група    | Чемпіон           | 6                 | 5                 | 1                 | 15                | 4                 |                   |
| 1975              | Фінальна група    | Чемпіон           | 7                 | 7                 | 0                 | 21                | 3                 |                   |
| 1977              | Фінал             | Чемпіон           | 7                 | 6                 | 1                 | 19                | 5                 |                   |
| 1979              | Фінальна група    | Чемпіон           | 7                 | 7                 | 0                 | 21                | 3                 |                   |
| 1981              | Фінальна група    | Чемпіон           | 7                 | 7                 | 0                 | 21                | 3                 |                   |
| 1983              | Фінальна група    | Чемпіон           | 7                 | 7                 | 0                 | 21                | 3                 |                   |
| 1985              | Фінальна група    | Чемпіон           | 7                 | 7                 | 0                 | 21                | 2                 |                   |
| 1987              | Фінал             | Чемпіон           | 7                 | 7                 | 0                 | 21                | 5                 |                   |
| 1989              | Півфінал          | 4-е місце         | 7                 | 5                 | 2                 | 17                | 10                |                   |
| 1991              | Фінал             | Чемпіон           | 7                 | 7                 | 0                 | 21                | 1                 |                   |
| Разом             | 12 титулів        | 16/17             |                   |                   |                   |                   |                   |                   |